# NGC 2335
NGC 2335 est un amas ouvert, situé dans la constellation de la Licorne. Il a été découvert par l'astronome germano-britannique William Herschel en 1785.
NGC 2335 est à environ 1 417 pc (∼4 620 al) du système solaire et les dernières estimations donnent un âge de 162 millions d'années. La taille apparente de l'amas est de 7,0 minutes d'arc, ce qui, compte tenu de la distance, donne une taille réelle maximale d'environ 9,4 années-lumière.
Selon la classification des amas ouverts de Robert Trumpler, cet amas renferme entre 50 et 100 étoiles (lettre m) dont la concentration est moyennement faible (III) et dont les magnitudes se répartissent sur un grand intervalle (le chiffre 3).